# U-1203
Unterseeboot 1203 foi um submarino alemão do Tipo VIIC, pertencente a Kriegsmarine que atuou durante a Segunda Guerra Mundial.

## Comandantes
| Comandante             | Data                                          |
| ---------------------- | --------------------------------------------- |
| Oblt. Erich Steinbrink | 10 de fevereiro de 1944 - 16 de julho de 1944 |
| Oblt. Sigurd Seeger    | 17 de julho de 1944 - 9 de maio de 1945       |

## Subordinação
Durante o seu tempo de serviço, esteve subordinado às seguintes flotilhas:
| Período                                          | Flotilha                                   |
| ------------------------------------------------ | ------------------------------------------ |
| 10 de fevereiro de 1944 - 30 de novembro de 1944 | 8. Unterseebootsflottille (treinamento)    |
| 1 de dezembro de 1944 - 8 de maio de 1945        | 11. Unterseebootsflottille (serviço ativo) |